# الحرب النمساوية البولندية

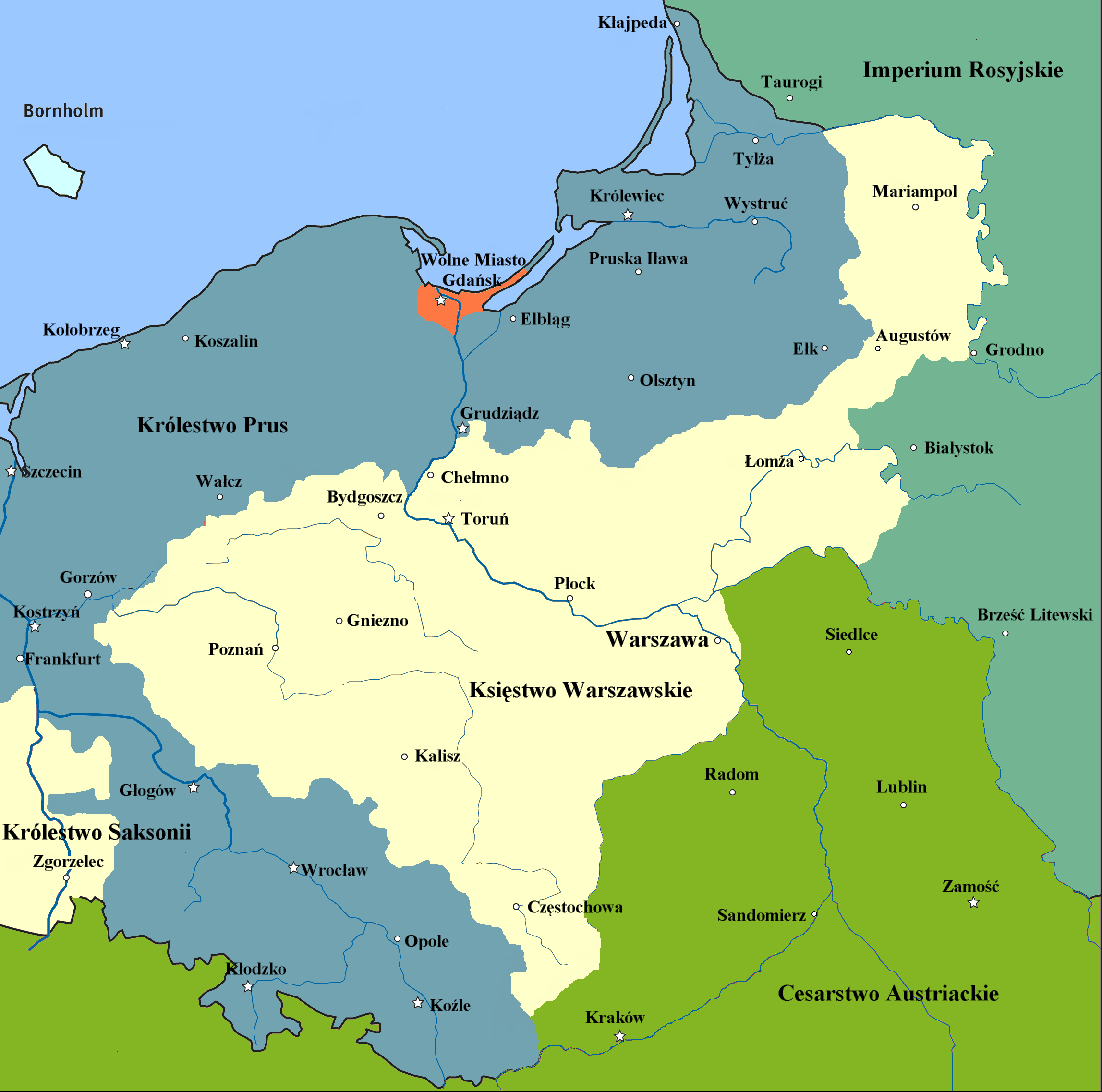
دوقية وارسو 1807–1809

كانت الحرب النمساوية البولندية جزءًا من حرب التحالف الخامس في عام 1809 (تحالف الإمبراطورية النمساوية والمملكة المتحدة ضد الإمبراطورية الفرنسية بقيادة نابليون والدول المتحالفة معها). في هذه الحرب، خاضت القوات البولندية التابعة لدوقية وارسو المتحالفة مع نابليون، وبمساعدة قوات مملكة ساكسونيا، حربًا ضد الإمبراطورية النمساوية. وفي شهر يونيو، انضمت الإمبراطورية الروسية ضد النمسا. صمدت القوات البولندية في وجه الهجوم النمساوي على وارسو وهزمتهم في رازين، ثم تخلت عن وارسو من أجل استعادة أجزاء من بولندا قبل التقسيم بما في ذلك كراكوف ولفيف، مما أجبر النمساويين على التخلي عن وارسو في مطاردة عبثية.

## الحرب
ضعف جيش دوقية وارسو عندما أرسل الفيلق الفرنسي الذي كان يحميه إلى إسبانيا في عام 1808، ولم يتبق فيه سوى القوات البولندية التابعة للدوقية. مع بداية حرب التحالف الخامس، غزا فيلق نمساوي بقيادة الأرشيدوق فرديناند كارل جوزيف أراضي دوقية وارسو في 14 أبريل 1809، واشتبك مع جنود المدافعين البولنديين بقيادة الأمير جوزيف بونياتوفسكي. 
بعد معركة رازين في 19 أبريل، حيث نجحت قوات بونياتوفسكي البولندية في إيقاف قوة نمساوية تعادل ضعف عددهم (ولكن لم يهزم أي من الجانبين الآخر بشكل حاسم)، تراجعت القوات البولندية رغم ذلك، مما سمح للنمساويين باحتلال عاصمة الدوقية، وارسو، حيث قرر بونياتوفسكي أنه سيكون صعبًا الدفاع عن المدينة، وقرر بدلاً من ذلك إبقاء جيشه متحركًا في الميدان ومواجهة النمساويين في مكان آخر، وعبر إلى الضفة الشرقية (اليمنى) لنهر فيستولا. في الواقع، استولى الجيش النمساوي على عاصمة الدوقية مع القليل من المعارضة، ولكن ذلك كان انتصاراً باهظ الثمن بالنسبة لهم، حيث حوّل القائد النمساوي معظم قواته إلى هناك على حساب جبهات أخرى. قام فرديناند بتحصين وارسو بعشرة آلاف جندي، وقسم قواته المتبقية، فأرسل فيلق قوامه ستة آلاف إلى الضفة اليمنى لنهر فيستولا، والباقي نحو تورون وأهداف أخرى على الضفة اليسرى. 
في سلسلة من المعارك (في رادزيمين، جروشوف وأوسترويك)، هزمت القوات البولندية عناصر من الجيش النمساوي، مما أجبر النمساويين على التراجع إلى الجانب الغربي من النهر. أولاً، تم إيقاف هجوم كبير على الجسور في ضاحية براغ في وارسو من قبل قوة نمساوية قوامها 6000 جندي كانت قد عبرت النهر في وقت سابق، بواسطة 1000 مدافع بولندي محصن. بعد فترة وجيزة هُزمت القوات النمساوية التي حاصرت براغ على يد الجنرال ميخال سوكولنيكي، أولاً في معركة جروشوف (في 26 أبريل)، وفي وقت لاحق، عندما حاول الجيش النمساوي ملاحقة البولنديين التابعين لسوكولنيكي، هُزم في 2 و3 مايو في معركة جورا كالواريا (في هذه المعركة دمر البولنديون أيضًا الجسر النمساوي المبني جزئيًا مع معداتهم الهندسية).  وقد ترك هذا المبادرة على الضفة اليمنى بقوة في أيدي البولنديين. 
في الأسابيع التالية، دافع فيلق الجنرال هنريك دابروفسكي عن بولندا الكبرى، بينما ترك بونياتوفسكي قوة صغيرة فقط لحراسة الجسور على نهر فيستولا ونقل بقية قواته جنوبًا.  حاول فرديناند عدة محاولات أخرى، محاولاً إنشاء رأس جسر على الجانب الآخر من نهر فيستولا، لكنه هزم. نجحت القوات البولندية في منع النمساويين من عبور النهر، وبقيت قريبة من نهر فيستولا للسيطرة على الموقف، وغزت الأراضي النمساوية ضعيفة الدفاع إلى الجنوب، خلف القوات النمساوية، واستولت على أجزاء من الأراضي البولندية المقسمة مؤخرًا. استولت القوات البولندية على المدن الرئيسية لوبلين (14 مايو)، وساندوميرز (18 مايو)، وزاموسك (20 مايو)، ولفيف (27 مايو).  تنظمت إدارة بولندية وتشكيلات عسكرية بسرعة في الأراضي المحتلة، بينما تولى الجنرالان يان هنريك دابروفسكي وجوزيف زاياتشيك قيادة الوحدات التي أبطأت النمساويين على الضفة الغربية لنهر فيستولا. 
في النهاية، كان الجيش النمساوي الرئيسي بقيادة الأرشيدوق فرديناند، غير قادر على المضي قدمًا على الضفة اليسرى، وكان معرضًا لخطر قطع خطوط إمداده على يد بونياتوفسكي، فاضطر إلى التخلي عن حصار تورون، والتخلي عن وارسو نفسها (في الأول من يونيو) والتحرك جنوبًا، والتخطيط للاشتباك مع الجيش البولندي إلى الجنوب في غاليسيا وفي مرحلة ما الاندماج مع الجيش النمساوي الرئيسي الذي يعمل إلى الغرب. قرر بونياتوفسكي عدم الاشتباك مع القوات النمساوية، وركز بدلاً من ذلك على الاستيلاء على أكبر قدر ممكن من غاليسيا.  
في 3 يونيو، عبرت القوات الروسية أيضًا الحدود النمساوية إلى غاليسيا، في محاولة لمنع البولنديين من اكتساب الكثير من القوة، على أمل الاستيلاء على بعض الأراضي التي تسيطر عليها النمسا دون نية إعادتها بعد الحرب. من الناحية النظرية، كانت القوات الروسية تحترم بندًا في معاهدة تيلسيت الذي دعا روسيا إلى الانضمام إلى فرنسا في حالة حدوث خرق نمساوي للسلام، لكن القوات الروسية والنمساوية كانت لا تزال تعتبر بعضها البعض حلفاء بحكم الأمر الواقع. كان لدى القائد في المسرح، سيرجي جوليتسين، تعليمات بمساعدة البولنديين بأقل قدر ممكن.
تمكن النمساويون من هزيمة زاجاتشيك في معركة جيدلينسك في 11 يونيو واستعادوا ساندوميرز (في 18 يونيو) ولفيف، لكنهم لم يتمكنوا من الاشتباك مع بونياتوفسكي، الذي استولى في هذه الأثناء على كيلسي وكراكوف (15 يوليو). انضمت قوات زاجاتشيك إلى قوات بونياتوفسكي في 19 يونيو، ومع قوات دابروفسكي وسوكولنيكي في 3 و4 يوليو.  وفي النهاية تمكن الفرنسيون من اعتراض النمساويين وهزيمتهم في معركة فاغرام (5 يوليو – 6 يوليو). 

## ترتيب المعركة النمساوي
في 5 يوليو 1809، بلغ عدد القوات النمساوية العاملة في بولندا 18700 جندي مشاة، و2400 فارس، و66 قطعة مدفعية. تم تنظيم إجمالي 23200 جندي في 26 كتيبة مشاة و28 سربًا في 4 أفواج من سلاح الفرسان.

## النتائج
أصبح الجنرال جوزيف بونياتوفسكي بطلاً قومياً في بولندا بعد هذه الحملة.  كما حصل أيضًا على سيف احتفالي من نابليون لانتصاراته. 
في أعقاب معاهدة شونبرون، عادت بعض الأراضي التي حررتها القوات البولندية إلى النمسا، ومع ذلك تم دمج غاليسيا الغربية في دوقية وارسو.

## ملحوظات
1. ↑  Gill 2010، صفحة 6.
2. ↑  Gill 2010، صفحة 4.
3. 1 2 3 4 5
4. 1 2 3 4 5
5. ↑  David R. Stefancic (2005). Armies in exile. East European Monographs. ص. 27. ISBN:978-0-88033-565-2. مؤرشف من الأصل في 2023-02-03.
6. 1 2  James R. Arnold (1 يناير 1995). Napoleon Conquers Austria: The 1809 Campaign for Vienna. Greenwood Publishing Group. ص. 106–. ISBN:978-0-275-94694-4. مؤرشف من الأصل في 2023-02-03.